# Ptyssiglottis leptoneura
Ptyssiglottis leptoneura är en akantusväxtart som beskrevs av Hallier f.. Ptyssiglottis leptoneura ingår i släktet Ptyssiglottis och familjen akantusväxter. Inga underarter finns listade i Catalogue of Life.